# Dokumentarna hipoteza
| * | uključuje većinu Levitskog zakonika                                 |
| † | uključuje većinu Ponovljenog zakona                                 |
| ‡ | "Deuteronomska povijest": Jošua, Suci, 1 & 2 Samuel, 1 & 2 Kraljevi |

Dokumentarna hipoteza (DH, ponekad nazvana i Wellhausenova hipoteza) drži da je Petoknjižje (Tora, ili pet knjiga Mojsija, tj. prvi dio Biblije) nastalo spajanjem originalno neovisnih, paralelnih i kompletnih izvora, koje je nekoliko urednika naknadno spojilo u sadašnji oblik. Za broj izvora se obično uzima četiri, ali to nije najbitniji dio hipoteze.
U pokušaju da pomire nesuglasja biblijskog teksta, i odbijajući prihvatiti tradicionalna objašnjenja za njihovo harmoniziranje, biblijski znanstvenici 18. i 19. stoljeća su koristeći tekstualni kriticizam konačno došli do teorije da je Tora sastavljena od dijelova iz nekoliko ponekad nekonzistentih izvora, od kojih je svaki bio prvotno potpun i neovisan dokument. Hipoteza se razvijala polako tokom 19. stoljeća, a krajem tog stoljeća došlo je do općeg slaganja da su postojala četiri glavna izvora, koja je u konačni oblik kombiniralo nekoliko urednika (označenih slovom R).
Ti izvori su postali poznati kao Jahvist (J), Elohist (E), Deuteronomist (D) i Svećenik (P).